# Charles Milesi

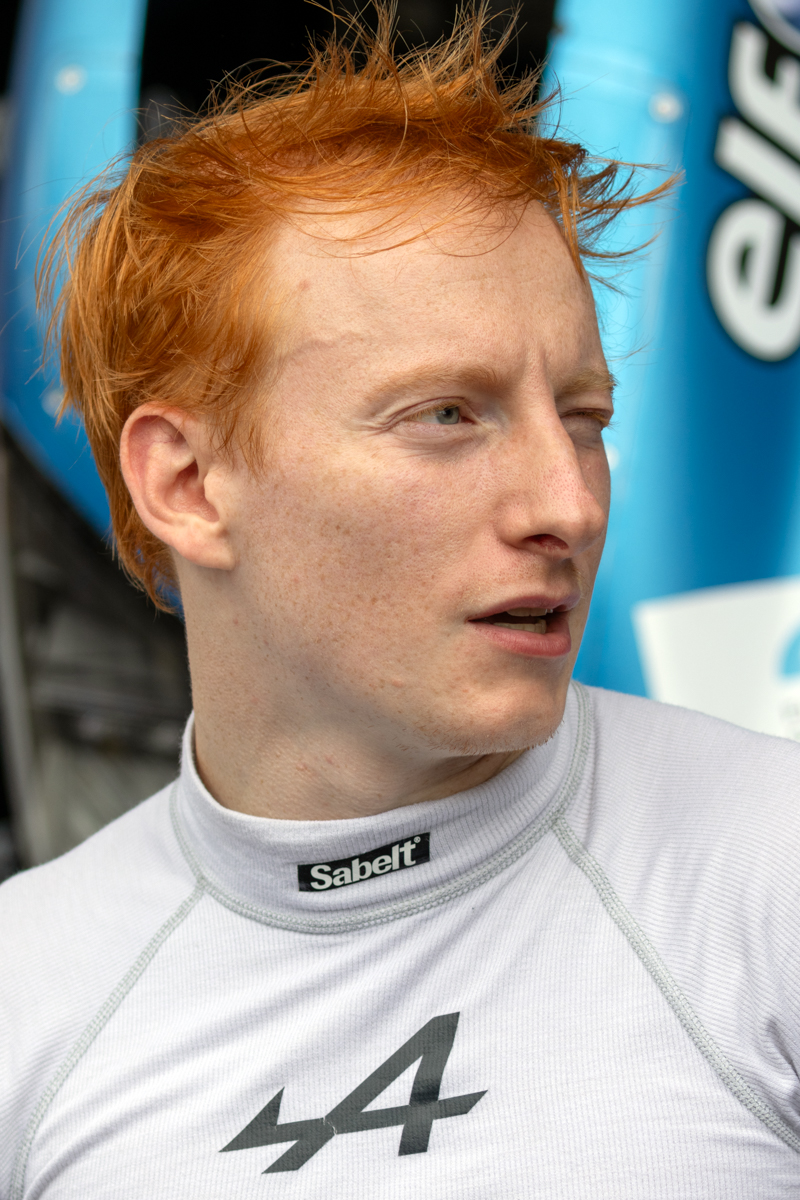
Charles Milesi 2024

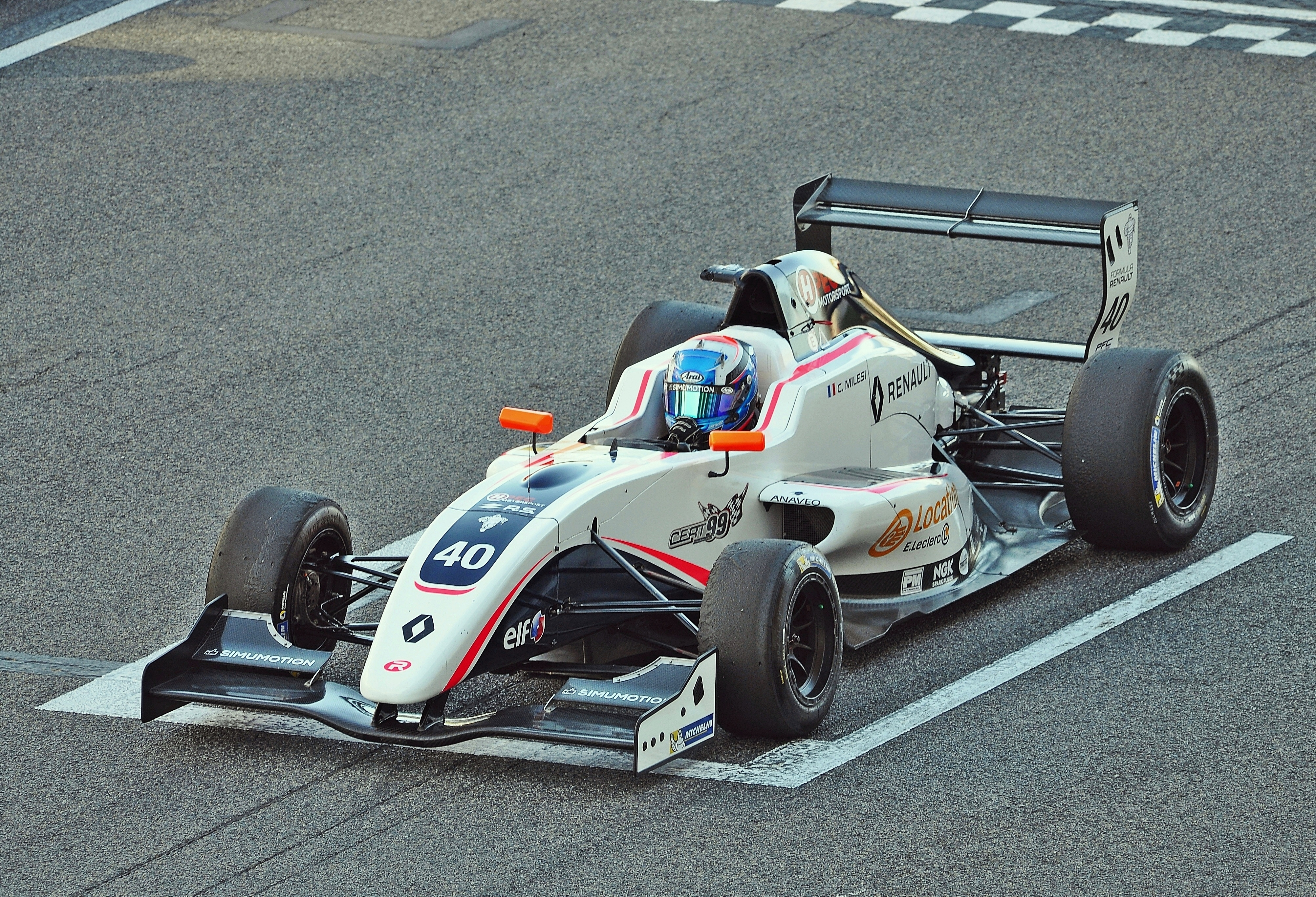
Charles Milesi bei einem Rennen der Formel Renault 2.0 2017 am Circuit de Barcelona-Catalunya

Charles Milesi (* 4. März 2001 in Chaumont) ist ein französischer Autorennfahrer und der Sohn von Patrice Milesi. 

## Karriere als Rennfahrer
Charles Melisi war 2020 einer der jüngsten Debütanten in der Geschichte des 24-Stunden-Rennens von Le Mans. Am Renntag war er 19 Jahre und 199 Tage alt. Sieben Jahre nach seinem Vater, der 2013 einen Porsche 997 GT3-RSR fuhr, startete er gemeinsam mit James Allen und Vincent Capillaire auf einem Oreca 07.  Das Rennen endete knapp vor dem Ende durch einen Unfall. 
Die Fahrerkarriere von Charles Milesi begann, nach Erfolgen im Kartsport, 2017 in der Formel Renault. Zwei Jahre lang bestritt in diversen Serien dieser Rennformel. 2018 erreichte er dabei den siebten Meisterschaftsrang im Formel Renault Eurocup. Nach einem Jahr in der japanischen Formel-3-Meisterschaft fuhr er 2020 parallel zu den Einsätzen in der Super Formula einen Oreca 07 in der European Le Mans Series.

## Statistik

### Le-Mans-Ergebnisse
| Jahr | Team                      | Fahrzeug    | Teamkollege        | Teamkollege        | Platzierung            | Ausfallgrund |
| ---- | ------------------------- | ----------- | ------------------ | ------------------ | ---------------------- | ------------ |
| 2020 | SO24-HAS By Graff         | Oreca 07    | James Allen        | Vincent Capillaire | Ausfall                | Unfall       |
| 2021 | Team WRT                  | Oreca 07    | Ferdinand Habsburg | Robin Frijns       | Rang 6 und Klassensieg |              |
| 2022 | Richard Mille Racing Team | Oreca 07    | Lilou Wadoux       | Sébastien Ogier    | Rang 13                |              |
| 2023 | Alpine Elf Team           | Oreca 07    | Matthieu Vaxivière | Julien Canal       | Rang 12                |              |
| 2024 | Alpine Endurance Team     | Alpine A424 | Ferdinand Habsburg | Paul-Loup Chatin   | Ausfall                | Motorschaden |
| 2025 | Alpine Endurance Team     | Alpine A424 | Ferdinand Habsburg | Paul-Loup Chatin   | Rang 9                 |              |

### Einzelergebnisse in der FIA-Langstrecken-Weltmeisterschaft
| Saison  | Team                      | Rennwagen   | 1   | 2   | 3   | 4   | 5   | 6   | 7   | 8   |
| ------- | ------------------------- | ----------- | --- | --- | --- | --- | --- | --- | --- | --- |
| 2019/20 | Graff                     | Oreca 07    | SIL | FUJ | SHA | BAH | AUS | SPA | LEM | BAH |
| 2019/20 | Graff                     | Oreca 07    |     |     |     | DNF |     |     |     |     |
| 2021    | WRT                       | Oreca 07    | SPA | POR | MON | LEM | BAH | BAH |     |     |
| 2021    | WRT                       | Oreca 07    | 29  | 7   | 5   | 6   | 4   | 4   |     |     |
| 2022    | Richard Mille Racing Team | Oreca 07    | SEB | SPA | LEM | MON | FUJ | BAH |     |     |
| 2022    | Richard Mille Racing Team | Oreca 07    | 15  | 14  | 13  | 35  | 12  | 12  |     |     |
| 2023    | Alpine Team               | Oreca 07    | SEB | POR | SPA | LEM | MON | FUJ | BAH |     |
| 2023    | Alpine Team               | Oreca 07    | 16  | 18  | 15  | 12  | 12  | 15  | 18  |     |
| 2024    | Alpine Team               | Alpine A424 | KAT | IMO | SPA | LEM | SAO | AUS | FUJ | BAH |
| 2024    | Alpine Team               | Alpine A424 | 7   | 13  | 9   | DNF | 12  | 5   | 7   | 9   |
| 2025    | Alpine Team               | Alpine A424 | KAT | IMO | SPA | LEM | SAO | AUS | FUJ | BAH |
| 2025    | Alpine Team               | Alpine A424 | 14  | 13  | 8   | 9   | 33  |     |     |     |